# مسلم (ريمة)
مسلم هي إحدى قرى مديرية الجبين بمحافظة ريمة اليمنية، بلغ تعداد سكانها 1657 نسمة حسب إحصاء اليمن لعام 2004.